# 100 (число)
100 (сто, сотня) — натуральное и круглое число между 99 и 101, наименьшее трёхзначное число в десятичной системе исчисления.

## В математике
- Квадрат числа 10.
- Квадрат числа 100 — 10000.
- 10100 называется гугол.
- Сумма первых девяти простых чисел: 100 = 2 + 3 + 5 + 7 + 11 + 13 + 17 + 19 + 23.
- Наименьший квадрат, равный сумме кубов четырёх последовательных чисел, первых четырёх кубов — 1³ + 2³ + 3³ + 4³.
- Наименьшее трехзначное число, представимое в виде суммы двух квадратов: 62 + 82.
- Число Лейланда — 26 + 62 = 100.
- 1% составляет 1/100 часть целого.
- 40-е телесное число.
- 51-е одиозное число.
- 74-е составное число.
- Избыточное число.
- Чётное трёхзначное число.

## В науке
- Атомный номер фермия.
- 100 °C — температура кипения воды при нормальных условиях по шкале Цельсия.
- (100) Геката — сотый по счёту астероид главного пояса астероидов.

## В истории
- Ивановское сто — объединение крупных купцов в Новгородской республике.
- Сто дней — период в истории Франции, повторное воцарение Наполеона I Бонапарта (20 марта — 22 июня 1815 года).
- Сто дней Рузвельта — программа по выводу США из Великой депрессии.
- Столетняя война — война между Англией и Францией (1337—1453).

## В других областях
- 100 год, 100 год до н. э.

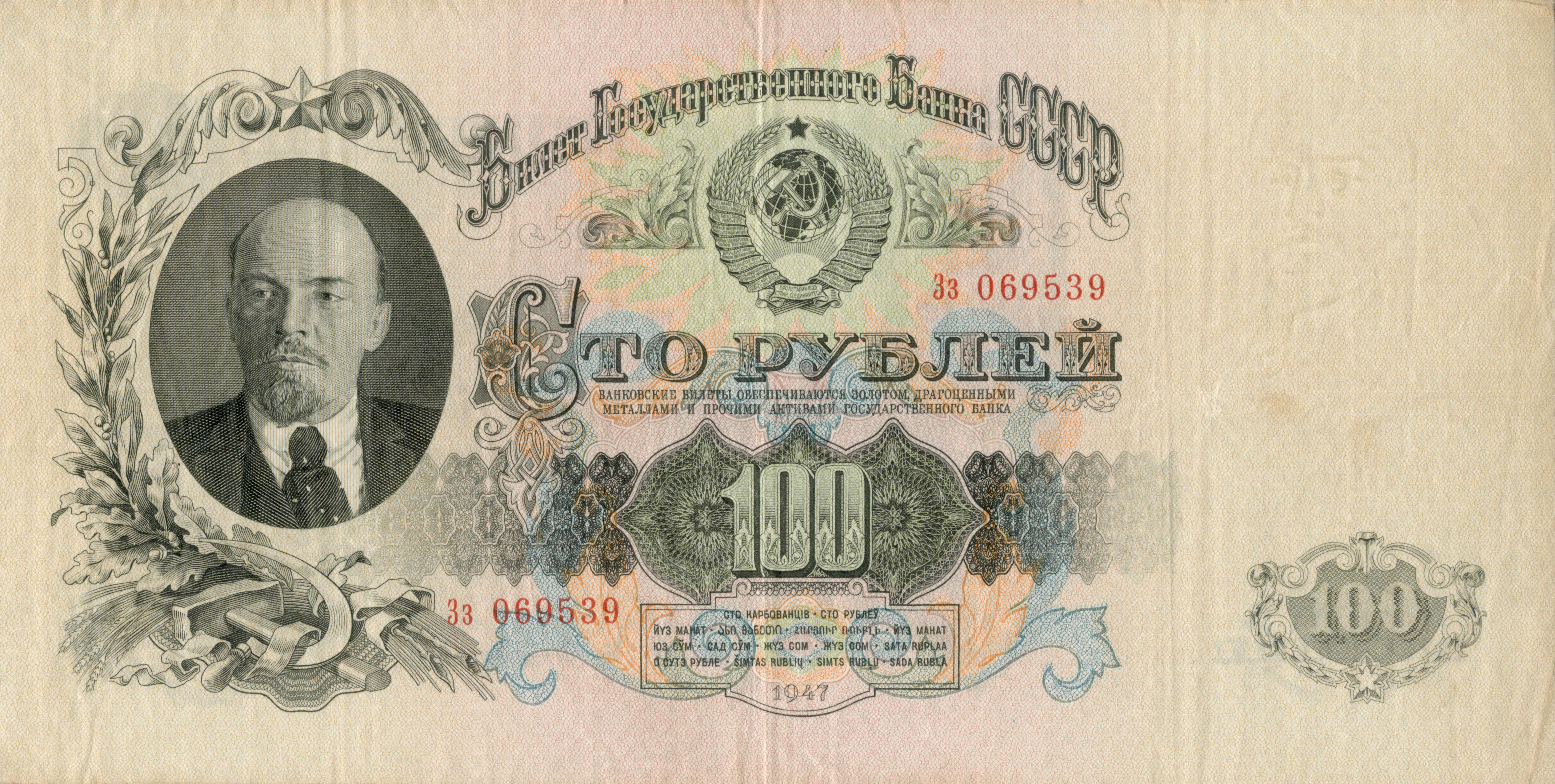
Сто рублей 1947 года

- 100 день в году — 10 апреля (в високосный год — 9 апреля)
- В кириллице — числовое значение буквы р (рцы)
- ASCII-код символа «d»
- Длительность века — 100 лет
- Количество копеек в рубле
- E100 — классификация турмерика в системе «Codex Alimentarius»
- В разговорном языке 100 нередко употребляется как любое большое число чего-либо. Пример: «Ты в 100 раз лучше него!»
- Количество слов в основном списке Сводеша.
- Числовое представление режима доступа к файлам в Unix-системах: 100 означает, что владелец имеет право на выполнение, всем остальным доступ запрещён
- Бесплатный телефон службы точного времени в Москве — 100
- «Не имей сто рублей, а имей сто друзей!» — пословица
- «100 банок супа Кэмпбелл» — картина в стиле поп-арт
- Сотня — многозначный термин
- Сто к одному — телеигра
- Сто дней до приказа (повесть)
- Сто дней до приказа (фильм)